# Гласхитен (Таунус)
Гласхитен (њем. Glashütten) општина је у њемачкој савезној држави Хесен. Једно је од 13 општинских средишта округа Хохтаунус. Према процјени из 2010. у општини је живјело 5.366 становника. Посједује регионалну шифру (AGS) 6434003.

## Географски и демографски подаци
Гласхитен се налази у савезној држави Хесен у округу Хохтаунус. Општина се налази на надморској висини од 510 метара. Површина општине износи 27,1 km². У самом мјесту је, према процјени из 2010. године, живјело 5.366 становника. Просјечна густина становништва износи 198 становника/km².

## Међународна сарадња
| Мјесто | Држава    | Врста сарадње | Од    |
| ------ | --------- | ------------- | ----- |
| Карон  | Француска | партнерство   | 1978. |
| Извор  |           |               |       |